# Declaração de Paz e Prosperidade
A Declaração de Paz e Prosperidade foi um acordo firmado em 4 de outubro de 2007 entre Kim Jong-il, presidente da Coreia do Norte, e Roh Moo-hyun, presidente da Coreia do Sul na época (o atual é Yoon Suk-yeol), onde ambos os países manifestaram o desejo de superar o armistício em que se encontram desde a Guerra da Coreia, para o estabelecimento de um "regime de paz permanente".